# Обуховка (Казахстан)
Обу́ховка (каз. Обухов) — село у складі Тайиншинського району Північноказахстанської області Казахстану. Входить до складу Драгоміровського сільського округу.
Населення — 362 оосби (2021; 425 у 2009, 546 у 1999, 677 у 1989).
Національний склад станом на 1989 рік:
- українці — 34 %.